# Saint-Illiers-le-Bois
Saint-Illiers-le-Bois är en kommun i departementet Yvelines i regionen Île-de-France i norra Frankrike. Kommunen ligger i kantonen Bonnières-sur-Seine som tillhör arrondissementet Mantes-la-Jolie. År 2022 hade Saint-Illiers-le-Bois 448 invånare.

## Befolkningsutveckling
Antalet invånare i kommunen Saint-Illiers-le-Bois
| Referens: INSEE |